# SHARC
SHARC (Swedish Highly Advanced Research Configuration) - ett litet förarlöst experimentflygplan tillverkat av SAAB. Sharc är föregångare till Filur.